# Баулинский лес
Баулинский лес — памятник природы регионального (областного) значения Московской области, который включает ценные в экологическом, научном и эстетическом отношении природные комплексы, а также природные объекты, нуждающиеся в особой охране для сохранения их естественного состояния:
- старовозрастные широколиственные и сосново-широколиственные леса,
- заболоченные ложбины стока и прибрежно-водные местообитания,
- места произрастания и обитания редких видов растений и животных, занесённых в Красную книгу Московской области.

Местонахождение: Московская область, Раменский городской округ, примыкает к северо-восточной части д. Островцы; городской округ Люберцы. Общая площадь памятника составляет 47,20 га. Памятник природы включает в себя квартал 48 Томилинского участкового лесничества Подольского лесничества. Виды разрешённого использования: осуществление научно-исследовательской деятельности, образовательной деятельности.

## Описание
Территория памятника природы располагается на границе Мещёрской и Москворецко-Окской физико-географических провинций в зоне распространения плоских и слабоволнистых водноледниковых и древнеаллювиально-водноледниковых (долинно-зандровых) равнин. Кровля дочетвертичного фундамента местности представлена среднеюрскими глинами. Абсолютные высоты территории изменяются от 113 м над уровнем моря (в днищах канав в краевых частях территории) до 126 м над уровнем моря (на вершине холма в восточной половине памятника природы).
Памятник природы включает занимающий возвышенное положение холм, располагающийся в центральной и восточной частях территории, и фрагмент пониженной древней ложбины стока в западной и южной частях.
Склоновые и привершинные поверхности холма представлены преимущественно пологонаклонными участками крутизной от 2—3 градусов до 6—8 градусов, сложенными преимущественно тонко-, мелко- и среднезернистыми песчаными отложениями, реже — супесями. Высота холма — 11 м (абсолютные высоты — 115—126 м над уровнем моря). На поверхностях холма в разное время образовано значительное количество антропогенных форм рельефа.
На луговинах, занимающих привершинное положение, ранее занятых усадьбой и пионерским лагерем, встречаются навалы грунта высотой 0,5—2 м. Диаметр навалов — до 15 м. Местами образованы выемки грунта глубиной 0,3 м. В окрестностях усадебных полян выкопана и обустроена землянка глубиной 1,5—2 м. Размер углубления землянки составляет около 10×11 м. Отвалы вокруг землянки имеют высоту 0,5 м.
Древняя ложбина стока залегает в направлении с юго-востока на север. Днище ложбины заполнено торфяными и перегнойными толщами на песчано-супесчаных отложениях. Ширина днища достигает 200—250 м в границах памятника природы. Плоская поверхность днища часто осложнена биогенными формами рельефа — приствольными повышениями, кочками и искорями. На западе территории памятника природы в пределах ложбины (к западу от серии русловых прудов) образовалось останцовое возвышение, занятое зарастающим лугом. Протяжённость возвышения — около 250 м, ширина — 150 м, высота — до 2 м.
Гидрологический сток территории направлен в реку Пехорку, которая протекает к северо-востоку от памятника природы и в 3 км от него впадает в реку Москву. В разных частях территории пролегают канавы и каналы, наиболее крупные из которых образованы в её краевых частях. Вдоль северо-восточной границы памятника природы протекает канал шириной 3-3,5 м, глубиной 0,5 м. Вдоль восточной границы — канава шириной 1—1,5 м, глубиной 0,3 м, вдоль юго-восточной границы — шириной 2—2,5 м, глубиной 0,15 м.
В пределах переувлажнённой ложбины стока образована серия подпорных прудов, часть из которых спущена и заболочена. Акватории обводнённых прудов большей частью затянуты ряской. Западная часть территории памятника природы включает фрагмент верхнего пруда, южнее располагаются спущенные водоёмы. Ширина этого пруда достигает 40—45 м (за пределами памятника природы). Длина водоёма достигает 120 м. Глубина пруда у берега — 0,15—0,2 м. Дно — песчаное, илисто-песчаное. Глубина вреза спущенных прудов — 0,5 м. Протяжённость — до 100 м, ширина — до 40 м.
Почвенный покров территории представлен преимущественно серыми почвами под широколиственными лесами на склонах холма и гумусово-глеевыми почвами под черноольшаниками в днище ложбины стока.

### Флора и растительность
Растительность территории отличается значительным разнообразием на небольшой площади, что вызвано как естественными причинами (различие в характере и степени увлажнения, рельефе), так и долгой историей антропогенного освоения территории, создавшей сложную мозаику более или менее трансформированных сообществ. Большую часть площади занимают широколиственно-мелколиственные, сосново-широколиственные и широколиственно-сосновые леса, распространены также разнотравно-злаковые и злаково-разнотравные мезофитные и гигрофитные луга, кустарниковые заросли и болотные сообщества.
С юго-запада и юга к территории вплотную примыкает зона жилой застройки, которая является источником серьёзного антропогенного пресса на природный комплекс памятника природы. Это не могло не сказаться на растительном покрове. По дорогам, проходящим через памятник природы, заносится сорнотравье (одуванчик лекарственный, подорожник большой, полынь обыкновенная, бодяк полевой, фиалка трёхцветная, вероника лекарственная). Местами встречаются заросли крапивы двудомной, особенно обильной в более увлажнённых местах. Также на нарушенных участках отмечен подрост (массово) и взрослые деревья (редко) инвазивного вида — клёна ясенелистного.
В западной части территории расположена крупная поляна, занятая разнотравно-злаковыми лугом с преобладанием осоки мохнатой, купыря лесного и ежи сборной. В травяном ярусе обильны также манжетка, лютик едкий, хвощ луговой, вейник наземный, тысячелистник обыкновенный, подмаренник луговой, реже — таволга вязолистная. Встречаются отдельные группы берёз, а также довольно многочисленный подрост сосны (искусственные посадки) возрастом 10—14 лет. Отмечен также подрост клёна ясенелистного и осины.
Восточная окраина поляны граничит с берёзово-сосновым с рябиной, черёмухой птичьей и бузиной кистевидной в кустарниковом ярусе и липой в подросте лесом. В травяном ярусе — золотарник обыкновенный, купырь лесной, чистотел большой, крапива двудомная, местами — ландыш майский — редкий и уязвимый вид, не включённый в Красную книгу Московской области, но нуждающийся на её территории в постоянном наблюдении и контроле. На некотором отдалении от поляны на юг берёзово-сосновый лес сменяется лесом липово-сосновым (с липой и во втором ярусе) с бересклетом бородавчатым, черёмухой птичьей и малиной в кустарниковом ярусе и живучкой ползучей, лютиком кашубским, вейником, снытью обыкновенной, недотрогой мелкоцветковой, купеной душистой, фиалкой собачьей, земляникой обыкновенной в травяном ярусе.
В протяжённой заболоченной ложбине, расположенной к северо-востоку от этой поляны, произрастает крупная популяция турчи болотной — вид, занесённый в Красную книгу Московской области. Основная часть популяции турчи занимает заболоченный мелководный участок (спущенный пруд) шириной около 7—9 метров и длиной около 60—70 метров. Кроме того, этот вид встречается также в отходящих от основной ложбинах, отдельных переувлажнённых понижениях. Сырые склоны ложбины покрыты влажнотравными лугами с преобладанием калужницы болотной, таволги вязолистной, крапивы двудомной, заросли ивы пепельной и пятитычинковой. Вдоль ложбин и ручьёв расположены черноольховые сообщества, в травяном ярусе в таких лесах господствуют, как правило, крапива двудомная и лабазник вязолистный.
К северо-востоку от ложбины расположена другая крупная поляна, в значительной степени покрытая подростом сосны, берёзы, осины и зарослями ивы козьей. Свободная от древесно-кустарниковой растительности часть поляны занята разнотравно-злаковым и лугом с участием клевера среднего, клевера горного, лютика едкого, подмаренников северного и настоящего, звездчатки злаковой, хвоща лугового, лапчатки, тысячелистника обыкновенного, ежи сборной, костреца безостого. На окраине поляны, а также на расположенных к северо-востоку от неё участках, где в прошлом располагался пионерский лагерь, отмечены инвазивные виды растений, в прошлом использовавшиеся в качестве декоративных растений, но впоследствии одичавшие: карагана древовидная, клён ясенелистный, рябинник рябинолистный, спирея средняя. Территория бывшей усадьбы Баулино (к востоку от поляны) в настоящее время занята лугом с доминированием сныти, купыря лесного, ежи сборной, лисохвоста лугового, герани луговой, крапивы двудомной. Также на этом луг и опушках леса фиксировалась купальница европейская — редкий и уязвимый вид, не включённый в Красную книгу Московской области, но нуждающийся на её территории в постоянном наблюдении и контроле. Обильна малина, подрост клёна ясенелистного. На окраине этого луга растёт три старых дерева лиственницы европейской.
В восточной части памятника природы располагается крупный массив старых парковых посадок, которые с течением времени приобрели облик, близкий к естественному сосново-широколиственный лесу. Основной древесной породой здесь выступает липа сердцелистная, отдельные деревья которой достигают высоты более 25 метров и диаметра ствола до 60 см. Кроме неё доминантом первого яруса выступает также сосна. В восточной части массива к ним примешиваются отдельные дубы. Несомкнутый второй ярус образован клёном платанолистным и более молодыми липами, реже встречается вяз шершавый. Так же единично имеется ель европейская, притом большая часть деревьев которой была уничтожена короедом-типографом. Среди кустарников обычны рябина и лещина, встречаются черёмуха птичья и бересклет бородавчатый. На окраине леса отмечен участок с преобладанием в кустарниковом ярусе одичавшей сирени. Травяной ярус образован различными видами, как таёжного мелкотравья (майник двулистный, кислица), так и неморального широкотравья (сныть, копытень европейский, ландыш майский, живучка ползучая, звездчатка жестколистная, зеленчук жёлтый, вороний глаз, иногда — осока волосистая). Распространены папоротники: щитовник игольчатый и щитовник мужской. Отдельные деревья на данном участке повреждены ураганом, некоторые из них — повалены. Вдоль дороги встречаются гравилат городской, сныть, крапива, селезёночник, ежа сборная, чистотел, хвощ лесной.
В южной части территории расположен участок разреженного берёзово-соснового широкотравно-сорнотравного леса, заросшего одичавшим девичьим виноградом. Повсеместно во втором ярусе и подросте единично и группами встречается клён ясенелистный. Здесь же произрастает липово-берёзово-сосновый широкотравный лес с снытью, зеленчуком жёлтым, недотрогой мелкоцветковой и живучкой ползучей в травяном ярусе. На прогалинах распространён марьянник, кострец безостый, купырь лесной, на более сырых участках и в понижениях — бузина, малина, лабазник, крапива, ежа сборная, хвощ луговой и другие.

### Фауна
Фауна позвоночных животных памятника природы характеризуется достаточно хорошей сохранностью и репрезентативностью для сообществ широколиственных и смешанных лесов Московской области, в том числе присутствием ряда редких и уязвимых видов животных. Таким образом, зоологическая ценность данной территории весьма высока.
На территории памятника природы отмечено обитание 80 видов наземных позвоночных животных, в том числе четыре вида амфибий, два вида рептилий, 57 видов птиц и 17 видов млекопитающих. Полученные данные не исчерпывают все разнообразие позвоночных животных этой территории, но позволяют достаточно полно охарактеризовать ядро фаунистического комплекса и оценить основные типы местообитаний.
Основу фаунистического комплекса наземных позвоночных животных составляют виды, характерные для лиственных лесов средней полосы России. Абсолютно преобладают виды, экологически связанные с древесной и древесно-кустарниковой растительностью; значительно меньше видов, связанных с открытыми и водными местообитаниями.
Всего в пределах рассматриваемой территории выделяются три основных зоокомплекса (зооформации): зооформация лиственных и смешанных лесов, зооформация водно-околоводных местообитаний, зооформация лугово-опушечных местообитаний.
В связи с небольшой площадью и островным характером природного комплекса памятника природы его животное население очень сходно по видовому составу на всей территории, экологически целостно и поэтому описывается как единое целое.
Абсолютно доминирует зооформация лиственных и смешанных лесов. Основу её составляют как типичные обитатели неморальных растительных сообществ — обыкновенный ёж, малая лесная и полевая мыши, обыкновенная иволга, сойка, пеночка-трещотка, славка-черноголовка, мухоловка-пеструшка, чёрный дрозд, обыкновенный соловей, обыкновенная лазоревка, — так и широко распространённые лесные виды — серая жаба, живородящая ящерица, обыкновенная и малая бурозубки, ястреб-перепелятник, чеглок, обыкновенная кукушка, большой и малый пёстрые дятлы, пеночки теньковка и весничка, певчий дрозд, зарянка, обыкновенный поползень, большая синица, зяблик и другие. По более влажным участкам обычны травяная и остромордая лягушки.
Особую экологическую ценность представляют участки старовозрастных широколиственных лесов, а также старовозрастные сосняки с участием широколиственных пород в составе и втором ярусе. Такие старовозрастные леса с валежом предпочитают рыжая полёвка, лесная куница, вяхирь, желна; старые высокие деревья выбирает для гнездования канюк; отмечен выводок чеглока. В старых широколиственных лесах Баулинского леса многочисленны крапивник, пеночка-трещотка и зелёная пеночка. Кроме того, здесь отмечено обитание зелёного дятла — вида, занесённого в Красную книгу Московской области. По опросным сведениям, отмечалось пребывание европейской косули (редкий и уязвимый вид, не включённый в Красную книгу Московской области, но нуждающийся на её территории в постоянном наблюдении и контроле), заходящей, вероятно, с близлежащей территории Томилинского лесничества. На территории Томилинского лесничества, недалеко от территории памятника природы, неоднократно отмечалась также веретеница, занесённая в Красную книгу Московской области.
Определённым своеобразием отличается фауна участков старовозрастного леса с преобладанием сосны: к ним тяготеют обыкновенная белка, большой пёстрый дятел, серая мухоловка, чиж, а ближе к опушкам — лесной конёк и дрозд-рябинник.
Участки сырых черноольшаников не выделяются собственной характерной орнитофауной. Однако здесь заметно выше плотность иволги, зелёной пересмешки, садовой славки, мухоловки-пеструшки, обыкновенного соловья.
Комплекс водно-околоводных местообитаний на территории памятника природы хоть и отличается обеднённым составом фауны, но остаётся важным элементом биоразнообразия. Населяющая его зооформация приурочена к цепочке болот, ниже по стоку переходящих в каскад прудов (в границы памятника природы входит только верхний фрагмент первого пруда), наиболее обводнённым участкам черноольшаников, а также к примыкающим к ним полосам сырых лугов и древесно-кустарниковых зарослей.
Отмечены следы деятельности обыкновенного бобра, ондатры, встречается американская норка. На водоёмах территории многочисленна прудовая лягушка, по берегам встречается обыкновенный уж — вид, занесённый в Красную книгу Московской области.
Пруды памятника природы нередко посещают в поисках корма озёрные и сизые чайки, гнездится кряква.
Из птиц насаждения вдоль водоёмов наиболее предпочитают малый пёстрый дятел, болотная и садовая камышевки, садовая славка, обыкновенный соловей, обыкновенная чечевица, но эти виды встречаются также и в других опушечных местообитаниях.
Зооформация лугово-опушечных местообитаний, представители которой населяют экотонные (опушечные) кустарниковые и луговые биотопы по периферии лесного массива, а также крупные поляны памятника природы, отличается относительно небольшим видовым разнообразием в пределах обследованной территории. Характерными её представителями являются европейский крот, обыкновенная полёвка, обыкновенный жулан, сорока, луговой чекан, серая славка, обыкновенная овсянка. Там, где к лесному массиву вплотную подошла городская и дачная застройка, к этому типу местообитаний тяготеют чёрный стриж, обыкновенный скворец, серая ворона, полевой и домовый воробьи. На луговых опушках охотятся канюк, чеглок; собирают корм сизая чайка, чёрный стриж, ворон, дрозды и другие лесные птицы. Обильны различные насекомые, в том числе крупные красивые бабочки, такие как дневной павлиний глаз, адмирал, крапивница и др.
По всей природной территории памятника природы отмечались заяц-беляк, обыкновенная лисица, ворон.

### Историко-культурная ценность
Памятник природы имеет также историко-культурную ценность. На его территории с конца XVII века находились дворянские и помещичьи усадьбы (Меньшиковых, Баулиных, Шорыгиных и другие). В советское время здесь размещались детский дом и пионерский лагерь «Юный Ленинец», жили рабочие текстильной фабрики им. Октябрьской Революции. В Баулинском лесу неоднократно отдыхали и охотились В. И. Ленин, М. И. Калинин, Ф. И. Шаляпин. В этих местах родился и вырос будущий Герой Советского Союза лётчик-ас А. Ф. Рязанцев. В годы Великой Отечественной войны в Баулинском лесу располагалась зенитная батарея, защищавшая небо Москвы от вражеских налётчиков. В настоящее время большая часть строений полностью разобраны (осталось лишь несколько деревянных строений советского периода в северной части территории), но сохранились остатки старинного усадебного парка — липовые насаждения, каскад прудов. Территория активно используется местным населением для отдыха (в основном, прогулочного и пикникового) и занятий спортом.

## Объекты особой охраны памятника природы
Охраняемые экосистемы:
- сосновые, широколиственные и сосново-широколиственные старовозрастные насаждения и леса,
- мезофитные и гигрофитные разнотравно-злаковыми, злаково-разнотравные и влажнотравные луга,
- заболоченные ложбины стока,
- прибрежно-водные местообитания.

Места произрастания и обитания охраняемых в Московской области, а также иных редких и уязвимых видов растений и животных, зафиксированных на территории памятника природы, перечисленных ниже.
Охраняемые в Московской области, а также иные редкие и уязвимые виды растений:
- виды, занесённые в Красную книгу Московской области: турча болотная;
- редкие и уязвимые виды, не включённые в Красную книгу Московской области, но нуждающиеся на территории области в постоянном контроле и наблюдении: ландыш майский, купальница европейская.

Охраняемые в Московской области, а также иные редкие и уязвимые виды животных:
- виды, занесённые в Красную книгу Московской области: обыкновенный уж, зелёный дятел;
- виды, являющиеся редкими и уязвимыми таксонами, не включённые в Красную книгу Московской области, но нуждающиеся на территории области в постоянном контроле и наблюдении: европейская косуля.